# 1908 в анімації

## Випущені фільми
- 25 квітня — The Airship, or 100 Years Hence (США)[1][2][3][4][5]
- 17 серпня — Фантасмагорія (Франція)[6][7]
- 31 жовтня — Hôtel électrique (Франція)[8][9]

## Народилися

### січень
- 7 січня: Еліот Деніел, американський автор пісень (The Walt Disney Company), (пом. 1997).[10][11]
- 11 січня: Лайонел Стендер, американський актор (озвучував Базза Баззарда у «Вуді Вудпекері», Купа у "Трансформерах: Фільм ") (пом.1994).
- 16 січня: Етель Мерман, американська актриса та співачка (зіграла саму себе та співала в 3 мультфільмах Бетті Буп, озвучила Момбі у «Подорожі назад до країни Оз», Ліллі Лорейн у «Різдво Рудольфа та Фрості в липні») (пом.1984).
- 19 січня: Джек Каттінг, американський аніматор і кінорежисер (The Walt Disney Company), (пом.1988).[12][13][14][15]

### лютий
- 1 лютого: Джордж Пал, угорсько-американський аніматор, кінорежисер, створювач спецефектів і кінопродюсер («Puppetoons», «Tulips Shall Grow», «John Henry and the Inky-Poo», «Tubby the Tuba») (пом.1980).[16][17][18][19][20]
- 6 лютого: Майкл Малтезе, американський сценарист Warner Bros. Cartoons, Hanna-Barbera) і автор коміксів (пом.1981).[21][22] [23] [24]
- 26 лютого: Текс Ейвері, американський аніматор, мультиплікатор, режисер і актор озвучування (Warner Bros. Cartoons, Metro-Goldwyn-Mayer cartoon studio), творець або подальший розробник кількох персонажів (Багз Банні, Даффі Дак, Поркі Піг, Елмер). Фадд, Друпі, Нахабна білка, Великий поганий вовк, Червона гаряча шапочка та Джордж і молодший), (пом.1980).[25][26][27]

### березень
- 11 березня: Френк Сміт, американський аніматор і художник коміксів (The Walt Disney Company, Харман-Ізінг), (пом.1986).[28]
- 13 березня : Пол Стюарт, американський актор (озвучував Mighty Mightor), (пом. 1986).[29]
- 16 березня: Сеймур Кнайтель, американський аніматор (Fleischer Studios, Famous Studios), (пом.1964).[30][31][32]
- 31 березня: Антон Леб, американський аніматор, карикатурист та ілюстратор (Fleischer Studios), (пом. 1984).[33]

### квітень
- 13 квітня: Боб Нолан, американський кантрі-співак і актор (співав у сегменті Пекоса Білла в Melody Time), (пом.1980).[34]
- 19 квітня: Роберт Стокс, американський аніматор (Harman-Ising, Ub Iwerks, Walt Disney Company, Warner Bros. Cartoons), (пом.1980).
- 23 квітня: Майрон Волдман, американський аніматор і художник коміксів (працював на Fleischer Brothers і Hal Seeger), (пом.2006).[35][36]

### травень
- 3 травня: Джек Зандер, американський аніматор (The Van Beuren Corporation, Terrytoons, Metro-Goldwyn-Mayer cartoon studio), (пом.2007).[37][38]
- 15 травня: Джо Грант, американський аніматор, дизайнер персонажів і сценарист (The Walt Disney Company), (пом.2005).[39][40] [41]
- 17 травня: Ральф Райт, американський аніматор, сценарист (The Walt Disney Company) і актор (голос Іа у франшизі Вінні-Пух), (пом.1983).[42]
- 20 травня: Джеймс Стюарт, американський актор (озвучував Вайлі Берпа в «Американський хвіст: Фівел їде на захід») (пом.1997).[43]
- 22 травня: Ніно Пагот, італійський художник коміксів і аніматор (Калімеро), (пом.1972).[44]
- 25 травня: Барбара Ладді, американська акторка (озвучував Леді у «Леді та блудько», Меррівезер у «Сплячій красуні», Ровер у «Сто й одному далматинці», Кенга у "Вінні-Пуху ") (пом. 1979).
- 30 травня: Мел Бланк, американський актор озвучування (озвучка різних персонажів у франшизі «Веселі мелодії», Барні Рабл у «Флінстоунах», оригінальний голос Вуді Дятла), (пом.1989).[45]

### червень
- 14 червня: Джон Скотт Троттер, американський аранжувальник, композитор і керівник оркестру (Peanuts), (пом.1975).[46]
- 18 червня: Бад Коллієр, американський актор (озвучував головного героя у фільмі «Супермен») (пом.1969).[47]
- 29 червня: Джон Генч, американський аніматор, дизайнер і креативний директор (The Walt Disney Company), (пом.2004).[48]

### липень
- 23 липня: Карл Свенсон, американський актор (озвучував Мерліна в "Мечі в камені ") (пом. 1978).[49]
- 25 липня: Гарольд Пірі, американський актор і комік (голос Диявола в мультфільмі "Гаряча точка " Private Snafu, Герман у «Римських канікулах», Фенвік Фадді в "Привиді, що скаче" та "Космічні перегони Йога ", Біг Бен у «Блискучому новому році Рудольфа» та «Рудольф»). і Різдво Фрості в липні), (пом.1985).[50]

### серпень
- 24 серпня: Джон Рід, американський аніматор, художник зі спецефектів і режисер анімації (Фантазія, Бембі, Ферма тварин), (пом.1992).[51][52][53]

### вересень
- 10 вересня: Реймонд Скотт, американський композитор (пом.1994).
- 13 вересня: Мей Квестел, американська актриса (озвучував Бетті Буп і Олів Ойл), (пом.1998).[54]
- 15 вересня: Пенні Сінглтон, американська актриса та лідер профспілки (голос Джейн Джетсон у The Jetsons), (пом.2003).[55]
- 30 вересня: Ветцель Вітакер, американський мультиплікатор, режисер і кінопродюсер («Попелюшка», «Аліса в країні чудес», «Пітер Пен») (пом.1985).[56][57][58][59]

### жовтень
- 22 жовтня: Хосе Ескобар Сальєнте, іспанський аніматор, автор коміксів і художник (пом. 1994).[60]
- 24 жовтня: Престон Блер, американський аніматор (Волтер Ланц, Чарльз Мінц, Walt Disney Company, MGM, Текс Евері, Hanna-Barbera), (пом.1995).[61][62][63]

### Листопад
- 12 листопада: Шамус Калхейн, американський аніматор і кінопродюсер (JR Bray, Fleischer Studios, Ub Iwerks, Walt Disney Company, Warner Bros. Cartoons, Волтер Ланц) і кінорежисер (Севільський цирульник), (пом.1996).[64][65][66]

### Грудень
- 2 грудня: Кел Далтон, американський кінорежисер і аніматор (Warner Bros. Cartoons, Walt Disney Company), (пом.1974).[67]
- 14 грудня: Морі Амстердам, американський актор, комік, сценарист і продюсер (голос оповідача в Gay Purr-ee, Брейді та Джеймс у Mister Magoo's Christmas Carol, One Million (OM) у Rudolph's Shiny New Year), (пом.1996).[68][69]

### Конкретна дата невідома
- Стаматіс Л. Поленакіс, грецький художник коміксів і режисер анімаційних фільмів (O Ntoútse afigeítai, перекладається як «Дуче оповідає») (пом.1997).[70]